# Obernai
Obernai (tiếng Pháp: Obernai; Alsatia: Owernah; tiếng Đức: Oberehnheim) là một xã thuộc tỉnh Bas-Rhin trong vùng Grand Est đông bắc Pháp.